# Joidói Teljes Evangéliumi Egyház
A Joidói Teljes Evangéliumi Egyház (hangul: 여의도 순복음 교회, Joido szunbogum kjohö, handzsa: 汝矣島純福音敎會, RR: Yeouido Sunbogeum Gyohoe) Szöulban, Joido (Yeouido) szigetén található, a pünkösdi-karizmatikus mozgalomhoz tartozó, azon belül is az Isten Gyülekezetei szövetség egyik tagegyháza.

## Jellemzők
2020 körül a világ egyik legnagyobb keresztény gyülekezetével rendelkezik, kb. egymillió hívővel.
Az egyház alapítóját és főlelkészét, Cso Jonggi (Cho Yonggi)t 2013-ban sikkasztással vádolták meg, majd 2014 februárjában három év börtönre ítélték.
A fő templom befogadóképessége 12 000 fő, de egy átlagos istentiszteletet kivetítőkön keresztül mintegy 20 000 ember követheti.
Az egyháznak országosan 2020 táján már 480 000 tagja van.